# パドゥーラ修道院
パドゥーラ修道院 (Certosa di Padula) は、「サン・ロレンツォ修道院」(Certosa di San Lorenzo)としても知られている、チレントの公園の端にあるイタリアにある最も大きく有名な修道院のひとつである。「certosa」（チェルトーザ）とはカルトジオ会の修道院を指す。
UNESCOの世界遺産リストに登録されている。修道院はパルマの修道院に次いでイタリアで2番目の大きさである。

## 概要
現在の修道院はトンマーゾ・サン・セヴェリーノにより1306年に既存の修道院の敷地に聖ラウレンティウスに捧げられ創設された。その構造はこの聖者が生きたまま火あぶりにされたイメージを引用している。
建物の歴史は約450年以上にわたる。修道院の主要部分はバロック様式で、320以上の部屋が造られていて50,500m²の面積がある。世界最大の回廊（約12,000 m²）をもち、84の柱に囲まれている。白大理石の大きならせん階段は修道院の図書館に設置されている。
仕事と瞑想を説くカルトジオ修道会の規則に従い、修道院では、その実現のためにそれぞれ違う場所がある。静かな回廊、ヴィエトリ産の陶器で出来たタイル張りの図書館の床、貴重な大理石製で飾られた礼拝堂、伝説によると1,000個の卵を使ったオムレツがカルロ5世の為に用意されたといわれる広い食堂、巨大な樽のある大きな貯蔵庫、洗濯場、修道士の食料になり残りを外部に売る作物を栽培しているはずれにある広場など。修道士達はワイン、オリーヴオイル、果物、野菜を生産していた。
現在、修道院はルカーニア考古学博物館としてサーラ・コンシリーナとパドゥーラのネクロポリスの遺跡から発掘された収集品を保管している。この博物館では、先史時代からヘレニズムの時代までの期間を展示している。

## 世界遺産
この修道院を含む一帯は、チレントおよびヴァッロ・ディ・ディアーノ国立公園に指定されており、マグナ・グラエキア時代や中世に重要な地域として機能してきた歴史をとどめる優れた文化的景観として、1998年にユネスコの世界遺産に登録された。

### 登録基準
この世界遺産は世界遺産登録基準のうち、以下の条件を満たし、登録された（以下の基準は世界遺産センター公表の登録基準からの翻訳、引用である）。
- (3) 現存するまたは消滅した文化的伝統または文明の、唯一のまたは少なくとも稀な証拠。
- (4) 人類の歴史上重要な時代を例証する建築様式、建築物群、技術の集積または景観の優れた例。